# Příběh Vánoc minulých
Příběh Vánoc minulých (v anglickém originále Manger Things) je 16. díl 32. řady, což je výroční 700. díl amerického animovaného seriálu Simpsonovi. Scénář napsal Rob LaZebnik a díl režíroval Steven Dean Moore. V USA měl premiéru dne 21. března 2021 na stanici Fox Broadcasting Company a v Česku byl poprvé vysílán 10. května 2021 na stanici Prima Cool.
Díl vypráví o Flandersově minulosti a poprvé odhaluje dosud nespatřenou místnost v domě Simpsonových. Byl přijat smíšeně a ve Spojených státech jej v premiéře sledovalo 1,43 milionu diváků.
Epizoda je věnována památce Davida Richardsona, což byl scenárista a producent Simpsonových, který zemřel 18. ledna 2021.

## Děj
Ve Springfieldu jsou Vánoce a rodina Simpsonových zdobí vánoční stromeček. Bart si všimne ozdoby s nápisem „Toddovy první Vánoce“, a tím Marge začíná vyprávět příběh, který se odehrál před šesti lety. Příběh začíná tím, že se Homer s Marge vydají na vánoční večírek do Springfieldské jaderné elektrárny. Homer slíbí Marge, že nebude pít, ale Lenny a Carl mu do limonády přimíchají pivo. V opilosti začne urážet pana Burnse, a proto je na něj Marge naštvaná a odmítá ho pustit domů, dokud se nepolepší. Homer nemá kam jít a hledá místo, kde by přenocoval, dokud nenarazí na Neda Flanderse, který jej s radostí přivítá u sebe doma.
Nedova těhotná manželka Maude není z Homerovy návštěvy příliš nadšená. Homer Flandersovým v noci sní neuvařenou vánoční šunku i s igelitem, čímž je Maude rozhořčena ještě víc. Dalšího dne ho Maude vyhodí z domu poté, co naučila Roda slovo „pablb“. Následně jde do hospody U Vočka, odkud ho Vočko doprovodí domů. Vočko Homerovi poradí, aby zašel do tajné místnosti nad garáží, o které dosud nevěděl a Vočko tam kdysi ubytoval irskou rodinu. Na Štědrý den, kdy si Homer svůj úkryt zdobí vánočními dekoracemi, Bart s Lízou navrhnou, že se vzdají všech svých hraček, jen aby se mohl vrátit Homer. Marge souhlasí pod podmínkou, že Homer udělá něco velkého, čímž ji přesvědčí, že má smysl trpět jeho vylomeniny.
Homer slyší rozhovor rodiny přes ventilaci a pokusí se upéct cukroví, jenže místo toho způsobí v kuchyni požár. Jakmile Homer potřebuje udělat ono velké gesto, Maude neočekávaně začne rodit. Homer se rozhodne, že jí dítě odrodí, a napraví tak svou reputaci. Marge za Homerem dorazí ke Flandersovým a vezme jej zpět domů. Na počest Homera se rozhodnou nově narozeného syna pojmenovat Todd Homer Flanders. Zpátky v přítomnosti Homer prohlásí, že Maggiino prostřední jméno je z podobných důvodů Lenny.
Během závěrečných titulků se nachází vánoční přání od různých obyvatel Springfieldu.

## Produkce

### Vydání
Roku 2021 vydala stanice Fox Broadcasting Company devět propagačních obrázků k dílu.

### České znění
Režisérem českého znění byl Zdeněk Štěpán, díl přeložil Vojtěch Kostiha a úpravkyní dialogů Ladislava Štěpánová. Hlavní role nadabovali Vlastimil Zavřel, Martin Dejdar, Jiří Lábus a Ivana Korolová. České znění vyrobila společnost FTV Prima v roce 2021.

## Přijetí

### Sledovanost
Ve Spojených státech díl v premiéře sledovalo 1,28 milionu diváků. Rating ve věkové skupině 18–49 let dosáhl při premiérovém vysílání hodnoty 0,4.

### Kritika
Tony Sokol, kritik Den of Geek, napsal: „Příběh Vánoc minulých funguje mimořádně dobře, i když byl vydán první jarní den. Proč ne? Klasický film Laurel a Hardy – Pochod dřevěných vojáků oslavil Vánoce v červenci,“ a ohodnotil jej 5 hvězdičkami z 5. Naopak Dennis Perkins z webu The A.V. Club byl negativnější a napsal: „Jako kus televizní historie je to novinka. Jako epizoda Simpsonových tam není skoro vůbec,“ společně s hodnocením C−.